# Polverara
Polverara là một đô thị thuộc tỉnh Padova vùng Veneto, tọa lạc cách khoảng 30 km về phía tây nam của Venezia và cách khoảng 14 km về phía đông nam của Padova. Tại thời điểm ngày 31 tháng 12 năm 2004, đô thị này có dân số 2.555 người và diện tích 9.8 km².
Đô thị Polverara bao gồm các frazione (các đơn vị cấp dưới) Isola dell'Abbà.
Polverara giáp các đô thị: Bovolenta, Brugine, Casalserugo, Legnaro, Ponte San Nicolò.